# 蒙莫罗 (夏朗德省)
蒙莫罗（法語：Montmoreau，法語發音：[mɔ̃mɔʁo]）是法国夏朗德省的一个市镇，位于该省南部，属于昂古莱姆区。

## 历史
蒙莫罗成立于2017年1月1日，由以下4个市镇合并而成：
- 艾涅和皮佩鲁（Aignes-et-Puypéroux）
- 蒙莫罗-圣西巴尔（Montmoreau-Saint-Cybard）
- 圣阿芒德蒙莫罗（Saint-Amant-de-Montmoreau）
- 圣厄特罗普（Saint-Eutrope）
- 圣洛朗德贝尔扎戈（Saint-Laurent-de-Belzagot）

其中蒙莫罗-圣西巴尔为政府驻地。

## 地理
蒙莫罗（45°24'0.0"N, 0°7'54.1"E）面积64.85 平方千米，位于法国新阿基坦大区夏朗德省，该省份为法国西部内陆省份，北起德塞夫勒省和维埃纳省，东临上维埃纳省，东南至多尔多涅省，南至多爾多涅省，西接滨海夏朗德省。
与蒙莫罗接壤的市镇（或旧市镇、城区）包括：沙迪里、布瓦内拉蒂德、居拉、沃拉瓦莱特、萨勒拉瓦莱特、瑞尼亚克、博尔、蒙布瓦耶、圣马夏尔、库尔雅克、诺纳克、佩里尼亚克。
蒙莫罗的时区为UTC+01:00、UTC+02:00（夏令时）。

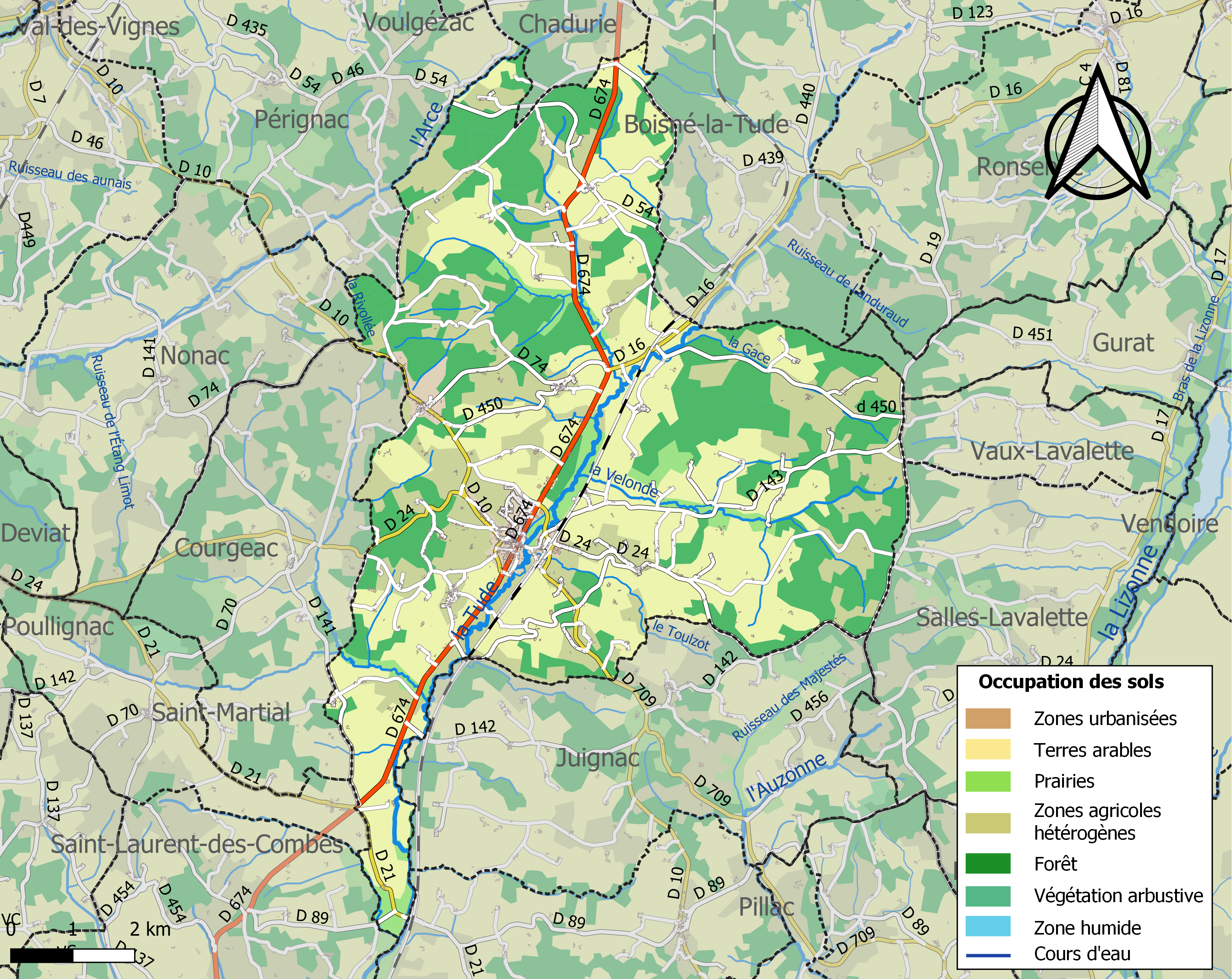
蒙莫罗的OSM定位图

## 行政
蒙莫罗的邮政编码为16190，INSEE市镇编码为16230。

## 政治
蒙莫罗所属的省级选区为蒂德-拉瓦莱特县。

## 人口
蒙莫罗于2022年1月1日时的人口数量为2419人。